# Kim Mu-yeol
Kim Mu-yeol (Hangul: 김무열, RR: Gim Mu-yeol), es un actor, cantante y actor de teatro-musical surcoreano.

## Biografía
En el 2008 su padre fue diagnosticado con cáncer, tiene un hermano mayor.
Estudió en la Universidad Sungkyunkwan (inglés: "Sungkyunkwan University") de donde se graduó en artes escénicas.
El 9 de octubre del 2012 inició su servicio militar obligatorio, el cual finalizó el 8 de julio del 2014.
En febrero del 2014 fue sometido a una cirugía para tratar una lesión de cartílago en la rodilla izquierda y luego recibió tratamiento de rehabilitación durante casi dos meses en un hospital militar cerca de Seúl.
Es buen amigo del actor surcoreano Jo Jung-suk.
En febrero del 2012 confirmó que estaba saliendo con la actriz surcoreana Yoon Seung-ah, la pareja se casó el 4 de abril del 2015.

## Carrera
Es miembro de la agencia "Prain TPC".
En mayo del 2008 se unió al elenco recurrente de la serie Iljimae (también conocida como "Iljimae: The Phantom Thief") donde interpretó a Byeon Si-wan, el hermano mayor de Byeon Eun-chae (Han Hyo-joo).
El 12 de febrero del 2009 se unió al elenco de la película The Scam donde dio vida a Jo Min-hyeong, un corredor de bolsa de élite que también trabaja dentro del comercio fraudulento, que se une al grupo de Hwang Jong-gu (Park Hee-soon) para el robo de 60 mil millones de wones.
El 26 de abril del 2012 se unió al elenco principal de la película A Muse (también conocida como "Eungyo") donde interpretó a Seo Ji-woo, el asistente del respetado poeta nacional Lee Jeok-yo (Park Hae-il).
El 20 de junio del 2015 se unió al elenco principal de la serie My Beautiful Bride donde dio vida a Kim Do-hyung, un ejecutivo bancario que se ve atraído al oscuro mundo de los gánsteres y prestamistas cuando su novia Yoon Joo-yeong (Ko Sung-hee) desaparece.
El 24 de junio del mismo año se unió al elenco principal de la película Northern Limit Line donde interpretó al teniente comandante Yoon Young-ha.
El 12 de abril del 2018 apareció como personaje principal en la película Snatch Up donde dio vida a Min-jae, un hombre desempleado que está endeudado y al mismo tiempo paga las facturas médicas de su madre enferma.
El 25 de julio del mismo año apareció como uno de los personajes principales de la película In-rang (también conocida como "In-rang: The Wolf Brigade") donde interpretó a Han Sang-woo, el subdirector del departamento de seguridad pública y miembro de la unidad especial de policía "Wolf Brigade".
El 16 de diciembre del mismo año se unió al elenco principal de la serie Bad Guys: City of Evil (también conocida como "Bad Guys 2") donde dio vida a No Jin-pyeong, un fiscal novato que poco a poco comienza a comprender el oscuro cimiento del crimen, hasta el final de la serie en febrero del 2018.
El 15 de mayo del 2019 se unió al elenco principal de la película The Gangster, The Cop, The Devil (también conocida como "Story of Villains") donde interpretó a Jung Tae-suk, un honesto oficial de la policía que se une al gánster Jang Dong-soo (Ma Dong-seok) para atrapar a un asesino en serie.
El 25 de julio del mismo año se unió al elenco del cortometraje Memories donde dio vida a Hyun Oh, un ilustrador que tiene la habilidad de recordar los sueños claramente por lo que decide unirse a un experimento para estudiar los sueños.
En marzo del 2020 apareció como parte del elenco principal de la película Intruder (también conocida como "Daughter"), donde interpreta a Seo-jin, un popular arquitecto que decide investigar el regreso de su hermana Yoojin (Song Ji-hyo), quien había estado desaparecida por 25 años, lo que lo lleva a una impactante verdad.
Ese mismo año se unió al elenco principal de la película Voice, donde da vida a Pro-kwak, un falsificador y estafador de voz, así como el diseñador detrás de un sistema que suplanta identidades.
En mayo del mismo año se anunció que se unirá al elenco principal de la película Confidential donde interpretará a Kim-pil, un jefe de pandilla que no deja que nada se interponga en el camino del dinero. La película se espera sea estrenada en el 2021.
El 16 de febrero de 2022 se unió al elenco principal de la serie Grid, donde da vida a Song Eo-jin. El 25 de febrero del mismo año se unió al elenco principal de la serie Tribunal de menores, donde interpreta al juez Cha Tae-joo.

## Filmografía

### Series de televisión
| Año     | Título                               | Personaje             | Notas                          | Ref.                        |
| ------- | ------------------------------------ | --------------------- | ------------------------------ | --------------------------- |
| 2007    | 신파를 위하여                        | Hyun-wook             | Drama City                     |                             |
| 2007    | Chosun Police (Byul Soon Geom)       | Oh-deok               |                                |                             |
| 2008    | Chosun Police 2 (Byul Soon Geom 2)   | Oh-deok               | 20 episodios                   |                             |
| 2008    | Iljimae                              | Byeon Si-wan          |                                |                             |
| 2009    | Wife Returns                         | Han Kang-soo          |                                |                             |
| 2010    | John and Rugalda, Two Virgin Spouses | John / Yoo Jung-cheol |                                |                             |
| 2015    | My Beautiful Bride                   | Kim Do-hyung          | 16 episodios                   |                             |
| 2017-18 | Bad Guys: City of Evil               | No Jin-pyeong         | 16 episodios                   |                             |
| 2018    | Forgotten Season                     | Heo Joon-ki           | Drama Special Season 9, un ep. |                             |
| 2022    | Grid                                 | Song Eo-jin           |                                | [ 34 ]                      |
| 2022    | Tribunal de menores                  | Cha Tae-joo           |                                | [ 35 ] [ 36 ]               |
| 2022-23 | El tranvía                           | Jang Woo-jae          |                                | [ 37 ]                      |
| 2024    | La reina Woo                         | Eul Pa-so             | Serie web, 8 episodios         | [ 38 ] [ 39 ] [ 40 ] [ 41 ] |

### Películas
| Año  | Título                             | Personaje                | Notas                                                                                           | Ref.          |
| ---- | ---------------------------------- | ------------------------ | ----------------------------------------------------------------------------------------------- | ------------- |
| 1999 | Cross Between (사이간)             | -                        |                                                                                                 |               |
| 2001 | Saigon                             | -                        |                                                                                                 |               |
| 2004 | The Happy Family (행복한 가족)     | -                        |                                                                                                 |               |
| 2005 | Today, It's My Turn!!              | -                        |                                                                                                 |               |
| 2009 | The Scam                           | Jo Min-hyeong            | junto a Park Yong-ha, Kim Min-jung, Park Hee-soon, Jo Deok-hyun, Jo Jae-yoon y Kim Young-hoon   |               |
| 2009 | After the Banquet                  | Kim Hyun-joon            | junto a Shin Sung-woo, Ye Ji-won, Bae Soo-bin, Kim Bo-kyung y Go Ah-sung                        |               |
| 2010 | Finding Mr. Destiny                | Empleado de la Aerolínea | junto a Gong Yoo, Im Soo-Jung y Choi Il-hwa - (cameo)                                           |               |
| 2010 | Vertical Limit                     | Hombre                   | (corto)                                                                                         |               |
| 2011 | Romantic Heaven                    | Dong Chi-sung            | junto a Kim Su-ro, Kim Dong-wook, Kim Ji-won, Im Won-hee y Kim Won-hae - (cameo)                |               |
| 2011 | War of the Arrows                  | Seo-goon                 | junto a Park Hae-il, Ryu Seung-ryong, Moon Chae-won, Park Ki-woong y Ryohei Otani               | [ 42 ]        |
| 2012 | Doomsday Book: "A Brave New World" | Ji-ho                    | junto a Bae Doona, Go Joon-hee, Kim Kang-woo, Ryoo Seung-bum y Ma Dong-seok                     |               |
| 2012 | A Muse                             | Seo Ji-woo               | junto a Park Hae-il, Kim Go-eun, Jung Man-sik, Park Cheol-hyeon y Jang Yun-sil                  |               |
| 2012 | All Bark No Bite                   | Sang-keun                | junto a Jin Sun-gyu, Seo Dong-gab, Tak Teu-in, Kim Dae-myung y Jo Min-ho                        |               |
| 2012 | 정지우x김무열x조은지 Project       | -                        | (corto)                                                                                         |               |
| 2015 | Northern Limit Line                | Tte. Yoon Young-ha       | junto a Jin Goo, Lee Hyun-woo, Lee Wan, Kim Ji-hoon, Jang Eui-soo, Jang Joon-hak y Lee Chung-ah |               |
| 2017 | Warriors of the Dawn               | Gok-soo                  | junto a Lee Jung-jae, Yeo Jin-goo, Kim Young-min, Park Won-sang, Esom y Bae Soo-bin             |               |
| 2017 | Forgotten                          | Yoo-seok                 | junto a Kang Ha-neul, Moon Sung-keun, Na Young-hee, Lee Dong-jin y Lee Sang-woo                 |               |
| 2018 | Snatch Up                          | Min-jae                  | junto a Park Hee-soon, Lee Geung-young, Jeon Kwang-ryul, Im Won-hee y Oh Jung-se                |               |
| 2018 | In-rang                            | Han Sang-woo             | junto a Gang Dong-won, Han Hyo-joo, Jung Woo-sung, Choi Min-ho, Han Ye-ri y Shin Eun-soo        |               |
| 2019 | Rebound                            | -                        |                                                                                                 | [ 43 ]        |
| 2019 | The Gangster, The Cop, The Devil   | Jung Tae-suk             | junto a Ma Dong-seok, Kim Sung-kyu, Choi Min-chul, Yoo Jae-myung y Heo Dong-won                 |               |
| 2019 | Memories                           | Hyun Oh                  | junto a Ahn So-hee, Oh Jung-se y Park Ji-young - (corto)                                        |               |
| 2020 | An Honest Candidate                | Park Hee-cheol           | junto a Ra Mi-ran, Na Moon-hee, Jang Dong-joo, On Joo-wan, Jo Han-chul y Cho Soo-hyang          |               |
| 2020 | Intruder                           | Seo-jin                  | junto a Song Ji-hyo, Ye Su-jeong, Choi Sang-hoon, Lee Je-yeon, Lee Hae-woon y Lee Hong-nae      |               |
| 2021 | Confidential                       | Kim-pil                  | junto a Cho Jin-woong y Lee Sung-min                                                            |               |
| 2021 | Voice                              | Pro-kwak                 | junto a Byun Yo-han                                                                             |               |
| 2021 | Barrenderos espaciales             | Kang Hyeon-u             | junto a Song Joong-ki, Kim Tae-ri, Jin Seon-kyu, Yoo Hae-jin y Richard Armitage                 |               |
| 2022 | Honest Candidate 2                 | -                        | junto a Ra Mi-ran, Seo Hyun-woo, Doojoon y Park Jin-joo                                         | [ 44 ]        |
| 2023 | The Devil's Deal                   | Kim Pil-do               | junto a Cho Jin-woong y Lee Sung-min                                                            | [ 45 ] [ 46 ] |
| 2023 | Bailarina                          | Jefe Jo                  | Aparición especial                                                                              | [ 47 ]        |
| 2024 | The Roundup: Punishment            | Baek Chang-gi            |                                                                                                 | [ 48 ]        |
| 2025 | The Old Woman with the Knife       | Ryoo                     |                                                                                                 | [ 49 ]        |

### Teatro
| Año        | Obra           | Personaje | Notas |
| ---------- | -------------- | --------- | ----- |
| 2007, 2008 | The Mad Kiss   | Jung Jung |       |
| 2006       | Pancake Shrine | -         |       |
| -          | Myeong Blues   | -         |       |

### Musicales
| Año                     | Obra                  | Personaje        | Notas                                                                               |
| ----------------------- | --------------------- | ---------------- | ----------------------------------------------------------------------------------- |
| 2014                    | Kinky Boots           | Charlie Price    | junto a Oh Man-seok, Kang Hong-seok, Ko Chang-seok y Ji Hyun-woo                    |
| 2013                    | The Promise           | Sang-jin         | junto a Ji Hyun-woo, Jung Tae-woo, Leeteuk, Lee Hyun y Yoon Hak - (musical militar) |
| 2007 - 2008, 2010, 2012 | Thrill Me             | Richard & Nathan |                                                                                     |
| 2011, 2012              | Gwanghwamun Love Song | Hyun-woo         |                                                                                     |
| 2011                    | Guys and Dolls        | Sky Masterson    | junto a Jin Goo, Lee Yool, Lee Yong-woo, Ock Joo-hyun, Kim Young-joo y Jeong Sun-ah |
| 2011                    | 한놈 두놈 삑구타고    | Ho-jun           | junto a Kim Dae-myung y 윤석원                                                      |
| 2010                    | The Three Musketeers  | D'Artagnan       |                                                                                     |
| 2009                    | Jack the Ripper       | Daniel           |                                                                                     |
| 2009                    | Spring Awakening      | Melchior         | junto a Jo Jung-suk y Kim Yu-young                                                  |
| 2008                    | The Happy Life        | Sae-ki           | junto a Im Choon-gil, Yoo Jun-sang y Joo Jong-hyuk                                  |
| 2008, 2010              | The Thrill U.S.       | -                |                                                                                     |
| 2007                    | Finding Kim Jong-wook | Kim Jong-wook    |                                                                                     |
| 2006, 2007              | Singin' in the Rain   | Don Lockwood     |                                                                                     |
| 2006                    | Passion of the Rain   | -                |                                                                                     |
| 2006                    | The Altar Boyz        | Luke             |                                                                                     |
| 2006                    | Bindaetteok Gentleman | -                |                                                                                     |
| 2005                    | Grease                | Danny Zuko       |                                                                                     |
| 2005                    | Assassins             | John Hinckley    |                                                                                     |
| 2005                    | Line 1                | -                |                                                                                     |
| 2002                    | Jjangdda              | -                |                                                                                     |

### Revistas / sesiones fotográficas
| Año  | Título           | Notas                                          |
| ---- | ---------------- | ---------------------------------------------- |
| 2018 | Singles Magazine | (publicación de abril) - junto a Yoon Seung-ah |
| 2015 | ELLE Magazie     | (publicación de marzo) - junto a Yoon Seung-ah |
| -    | Esquire Magazine |                                                |

## Discografía
| Año  | Canción | Álbum                 | Notas |
| ---- | ------- | --------------------- | ----- |
| 2009 | Mandy   | OST de "Wife Returns" |       |

## Premios y nominaciones
| Año  | Categoría                                      | Premio                                   | Trabajo          | Resultado |
| ---- | ---------------------------------------------- | ---------------------------------------- | ---------------- | --------- |
| 2018 | Best Actor in a One-Act/Special/Short Drama    | KBS Drama Award                          | Forgotten Season | Nominado  |
| 2012 | Best Supporting Actor                          | 21st Buil Film Award                     | A Muse           | Nominado  |
| 2010 | Best Supporting Actor in a Weekend/Daily Drama | SBS Drama Award                          | Wife Returns     | Nominado  |
| 2010 | Best New Actor (Film)                          | 46th Baeksang Arts Award                 | The Scam         | Nominado  |
| 2009 | Best New Actor                                 | 30th Blue Dragon Film Award              | The Scam         | Nominado  |
| 2009 | Best Actor                                     | 15th Korea Musical Award                 | Spring Awakening | Ganó      |
| 2007 | Best Supporting Actor                          | 1st The Musical Award                    | Thrill Me        | Nominado  |
| 2007 | Best New Actor                                 | 1st Daegu International Musical Festival | -                | Ganó      |
| 2000 | Excellence Award, Actor                        | Dongrang Youth Arts Festival             | -                | Ganó      |